# 志文站
志文站（日语：／ Shibun eki */?）是一個位於日本北海道岩見澤市志文本町1條4丁目，屬於北海道旅客鐵道（JR北海道）室蘭本線的鐵路車站。電報略號為フン。
此站曾經是萬字線的分岔站，如今成為單純的中間站，只剩下寬閣的站構。

### 站名由來
來自所在地名。阿伊努語的「スプンペッ（supun-pet）」（石斑魚河流）。

## 車站構造
- 曾經是島式月台2面4線，當中萬字線廢除後外側2線拆去，餘下對向式月台2面2線的地面車站。
- 現在的1號月台、2號月台在萬字線廢除以前分別是2號月台、3號月台。（萬字線月台為1號月台，現在站舍的位置）
- 岩見澤站管理的無人站。

| 月台 | 路線      | 方向 | 目的地           |
| ---- | --------- | ---- | ---------------- |
| 1    | ■室蘭本線 | 上行 | 苫小牧、糸井方向 |
| 2    | ■室蘭本線 | 下行 | 岩見澤方向       |

## 使用情況
- 2012 - 2016年（平成24 - 28年）的上車人次（特定平日的調查日）平均為14.6人[2]。
- 2013 - 2017年（平成25 - 29年）的上車人次（特定平日調查日）平均為15.0人[3]。
- 2014 - 2018年（平成26 - 30年）的上車人次（特定平日調查日）平均為13.6人[4]。

## 相鄰車站
北海道旅客鐵道（JR北海道）
室蘭本線
栗澤－志文－岩見澤（A13）

## 外部連結
- JR北海道志文站官方網頁。 （页面存档备份，存于）（日語）